# Mikroconchoecia echinulata
Mikroconchoecia echinulata is een mosselkreeftjessoort uit de familie van de Halocyprididae. De wetenschappelijke naam van de soort is voor het eerst geldig gepubliceerd in 1891 door Claus.